# Giuseppina Bersani
Giuseppina Bersani (Piacenza, 27 agosto 1949 – Piacenza, 3 febbraio 2023) è stata una schermitrice italiana, specializzata nel fioretto.

## Biografia
Nata nel 1949 a Piacenza, a 22 anni partecipò ai Giochi olimpici di Monaco di Baviera 1972, nel fioretto a squadre, insieme a Collino, Der-Cipriani, Lorenzoni e Ragno-Lonzi, scendendo in pedana solo nella gara del 1º turno vinta per 10-6 contro gli Stati Uniti: ottenne una vittoria personale. Nelle altre gare le azzurre sconfissero Germania Ovest e Polonia, prima di ottenere due sconfitte, per 9-6 in semifinale contro l'Ungheria, che avrebbe infine vinto l'argento, e nella finale per il bronzo con la Romania.